# Issues (Album)
Issues (englisch für „Probleme“) ist das vierte Studioalbum der US-amerikanischen Nu-Metal-Band Korn, das im November 1999 erschien.

## Entstehung und Veröffentlichung
Die Erstveröffentlichung von Issues erfolgte am 15. November 1999 bei den Musiklabels Epic und Immortal Records. Das Album erschien in seiner Originalausführung als CD mit 16 Titeln (Katalognummer: 496359 9). Am 30. Juli 2010 erschien es zum 10-jährigen Jubiläum erstmals als LP bei Music on Vinyl (Katalognummer: MOVLP109).
Geschrieben wurden die Lieder gemeinsam von den Korn-Mitgliedern Reginald Arvizu, Jonathan Davis, James Shaffer, David Silveria und Brian Welch. Für die Produktion aller Lieder zeichnete alleine Brendan O’Brien verantwortlich.
Das Album wurde einen Tag vor der Veröffentlichung im historischen New Yorker Apollo Theater vorgestellt. Bis in das Jahr 2000 hinein tourte die Band zu dem Album, wobei Schlagzeuger David Silveria zwischenzeitlich wegen einer Verletzung durch Mike Bordin von Faith No More ersetzt werden musste. Im Sommer 2000 spielte die Band mit Metallica, Kid Rock, Powerman 5000 und System of a Down.

## Inhalt und Stil
Zur Zeit der Veröffentlichung von Issues befand sich der Nu Metal auf dem Vormarsch und etwa mit Limp Bizkit spielten weitere Bands erfolgreich diesen Stil. Bereits beim Festival Woodstock III im Sommer 1999 spielte Korn Songs vom kommenden Album Issues, allerdings damals noch unter anderem Namen und mit unfertigen Texten. Insgesamt sind die Songs weniger vom Hip-Hop beeinflusst als beim Vorgängeralbum. Das Album weist einige kürzere Zwischensequenzen auf und beginnt mit einem Sackpfeifen-Intro, bei dem Korn-Sänger Jonathan Davis die Worte „All I want in life is to be happy“ singt. Dies steht im Kontrast zu der psychischen Situation Davis’, der während der Entstehung auf die „Glücksdroge“ Prozac zurückgriff. Im Magazin Visions wurde die Platte auch als „eine Reise in die verwüstete Seelenlandschaft des Frontmanns“ Davis bezeichnet. Und ähnlich im Metal Hammer als „das musikalische Zeugnis von Jonathans Kampf, sich aus dem Sog der abwärtsstrebenden Spirale zu befreien“.

## Artwork
Für das Albumcover wurde ein MTV-Wettbewerb ausgeschrieben. Das Gewinner-Design stammt von Alfredo Carlos, aber auch die Plätze zwei bis vier wurden veröffentlicht. Platz fünf erschien als limitierte Special Edition in kleiner Auflage.

## Titelliste
1. Dead – 1:12
2. Falling Away from Me – 4:30
3. Trash – 3:27
4. 4U – 1:42
5. Beg for Me – 3:53
6. Make Me Bad – 3:55
7. It’s Gonna Go Away – 1:30
8. Wake Up – 4:07
9. Am I Going Crazy? – 0:59
10. Hey Daddy – 3:44
11. Somebody Someone – 3:47
12. No Way – 4:08
13. Let’s Get This Party Started – 3:41
14. Wish You Could Be Me – 1:07
15. Counting – 3:37
16. Dirty – 7:50

## Rezeption

### Rezensionen
Die Metal-Hammer-Redaktion finde Issues „brillant“, schrieb Claudia Nitsche in ihrer Korn-Story in Heft 12/1999. Einige Seiten weiter wurde es zum „Album des Monats“ gekürt, wobei Nitsche feststellte, dass zwar ein Gang heruntergeschaltet worden, dennoch „Atemberaubendes“ dabei herausgekommen sei. Im Visions-Magazin bezeichnete Maik Koltermann die Wahl des Produzenten O’Brien als echten „Glücksgriff“ und das Album als „Meisterwerk“: „War Follow the Leader schon ein Höhenflug der Band, der schwer zu toppen schien, so scheint die atmosphärische Dichte dieses Albums den Vorgänger fast verblassen zu lassen.“ Marcel Anders bescheinigte Korn in der Zillo „Mut zum Risiko“. Die Band werde „von Album zu Album wuchtiger, kompakter und immer depressiver“. Issues sei „der ultimative Höhepunkt“, ein Erfolgsgarant sei dabei, dass man in den Texten die Gefühle der amerikanischen Jugend treffe. Im Rock Hard bemängelte Michael Rensen, dass Korn „zahm und ein wenig träge“ geworden sei. Die „Zufriedenheit, die zig Millionen verkaufte CDs nun mal so mit sich bringen“ sei zu spüren, die „selbstzerstörerische Aura“ der früheren Werke sei zugunsten „fast schon psychedelische[r] Seelentrips“ verloren gegangen. Es reichte für ihn zu sieben von zehn möglichen Punkten. Stephen Thomas Erlewine von Allmusic sah die Platte dagegen als weniger „verwegen“ als den Vorgänger, es zeige aber besser als jenes die „pure, rohe Kraft“ der Band. Die Wertung lag bei 3,5 von fünf Sternen.

### Mediale Verwendung
Am 27. Oktober 1999 wurde die erste Single Falling Away from Me in einer Episode von South Park mit dem Titel Korn’s Groovy Pirate Ghost Mystery präsentiert, wobei die Band in Cartoonform in die Episode integriert wurde.

## Kommerzieller Erfolg

### Chartplatzierungen
Issues avancierte zum Nummer-eins-Erfolg in Australien und den Vereinigten Staaten.
| ChartsChartplatzierungen       | Höchstplatzierung | Wochen |
| ------------------------------ | ----------------- | ------ |
| Deutschland (GfK)              | 9 (26 Wo.)        | 26     |
| Österreich (Ö3)                | 13 (12 Wo.)       | 12     |
| Schweiz (IFPI)                 | 86 (2 Wo.)        | 2      |
| Vereinigte Staaten (Billboard) | 1 (47 Wo.)        | 47     |
| Vereinigtes Königreich (OCC)   | 37 (3 Wo.)        | 3      |

### Auszeichnungen für Musikverkäufe
| Land/Region                  | Auszeichnungen für Musikverkäufe (Land/Region, Auszeichnung, Verkäufe) | Verkäufe  |
| ---------------------------- | ---------------------------------------------------------------------- | --------- |
| Australien (ARIA)            | 2× Platin                                                              | 140.000   |
| Deutschland (BVMI)           | Gold                                                                   | 250.000   |
| Kanada (MC)                  | 2× Platin                                                              | 200.000   |
| Mexiko (AMPROFON)            | Gold                                                                   | 75.000    |
| Neuseeland (RMNZ)            | Platin                                                                 | 15.000    |
| Niederlande (NVPI)           | Gold                                                                   | 50.000    |
| Polen (ZPAV)                 | Gold                                                                   | 50.000    |
| Vereinigte Staaten (RIAA)    | 3× Platin                                                              | 3.000.000 |
| Vereinigtes Königreich (BPI) | Gold                                                                   | 100.000   |
| Insgesamt                    | 5× Gold · 8× Platin ·                                                  | 3.880.000 |